# Geldmuseum

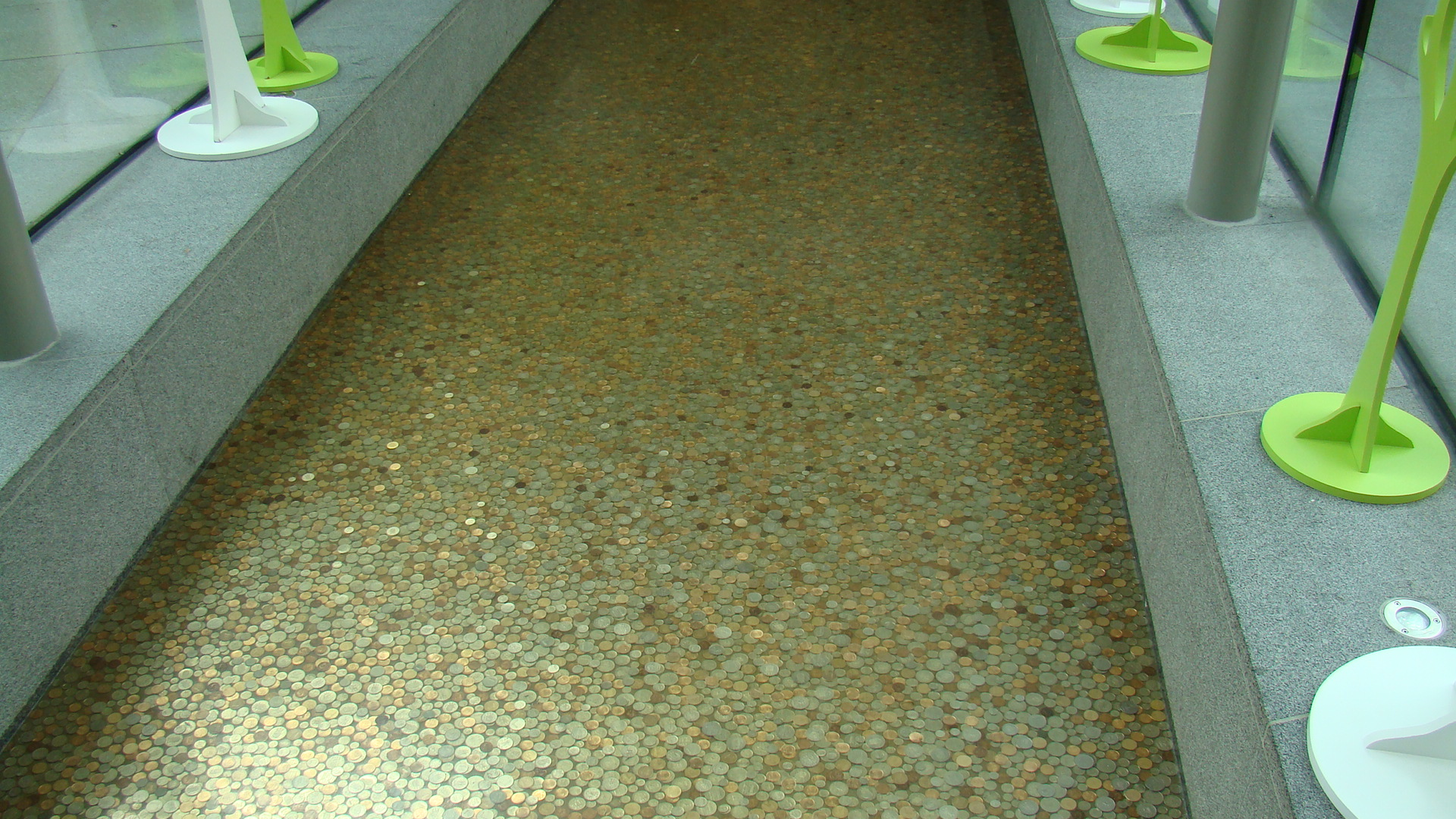
Gulden Middenweg, een pad bezaaid met muntgeld.

Het Geldmuseum, ook wel genoemd Geld- en Bankmuseum, was van 2007 tot 2013 een museum in de Nederlandse stad Utrecht over geld en geldcultuur in de breedste zin van het woord. Het Geldmuseum bood een bij de tijd en beoogde jongerendoelgroep aansluitende interactieve en multimediale vaste presentatie. In de vaste presentatie en in tijdelijke tentoonstellingen gaf het Geldmuseum verschillende antwoorden op twee vragen: "Wat doen mensen met geld? Wat doet geld met mensen?" In het Geldmuseum was niet primair de collectie als uitgangspunt genomen, maar werd een belevenis gecreëerd waarin de interactie van mensen met geld centraal stond.
Het museum hield ook de Muntvondstendatabase NUMIS bij en deed mee aan de Utrechtse Museumnacht.

## Locatie
Het museum was gehuisvest in het Muntgebouw aan de Leidseweg 90 in Utrecht. Het gebouw, ontworpen door C.H. Peters, was in 1911 gereed. In hetzelfde pand zat tot 2020 de Koninklijke Nederlandse Munt, waar de Nederlandse euromunten worden geslagen. Daardoor was het mogelijk om via een speciale ruimte in de Koninklijke Nederlandse Munt te kijken. Dit ook als onderdeel van de belevenis die het museum wilde geven aan de bezoekers.

## Geschiedenis
Van circa 1980 tot 2004 was in dit gebouw ook Het Nederlands Muntmuseum gevestigd. Dit is samen gegaan met de numismatische collectie van De Nederlandsche Bank en met Het Koninklijk Penningkabinet. Hieruit is het Geldmuseum voortgekomen. Prins Willem Alexander heeft het Geldmuseum op 24 mei 2007 in het bijzijn van de minister van Financiën Wouter Bos geopend. Het Geldmuseum werd gefinancierd door het ministerie van OCW, het ministerie van Financiën en De Nederlandsche Bank.

## Opheffing
Wegens het stopzetten van de subsidies sloot het Geldmuseum per 1 november 2013. Het grootste deel van de collectie, het muntkundige deel, verhuisde naar Amsterdam en werd ondergebracht bij De Nederlandsche Bank. Een kleiner deel, van archeologische en kunsthistorische aard, werd toegevoegd aan de collectie van het Rijksmuseum van Oudheden in Leiden. De Nederlandsche Bank heeft een permanente tentoonstellingsruimte voor wat nu "de Nationale Numismatische Collectie" genoemd wordt, en ontsluit dit stuk cultureel erfgoed ook via het internet en door middel van tijdelijke exposities en bruiklenen.